# Inducibilni faktor hipoksije-prolin dioksigenaza
Inducibilni faktor hipoksije-prolin dioksigenaza (EC 1.14.11.29, HIF hidroksilaza) je enzim sa sistematskim imenom inducibilni faktor hipoksije-L-prolin, 2-oksoglutarat:kiseonik oksidoreduktaza (4-hidroksilacija). Ovaj enzim katalizuje sledeću hemijsku reakciju
inducibilni faktor hipoksije-L-prolin + 2-oksoglutarat + O2 {\displaystyle \rightleftharpoons } inducibilni faktor hipoksije-trans-4-hidroksi-L-prolin + sukcinat + CO2
Ovaj enzim sadrži gvožđe. Za njegov rad je neophodan askorbat. On specifično vrši hidroksilaciju prolinskog ostataka u HIF-alfa, alfa podjedinici transkripcionog regulatora HIF (inducibilnog faktora hipoksije).

## Literatura
- Nicholas C. Price; Lewis Stevens (1999). Fundamentals of Enzymology: The Cell and Molecular Biology of Catalytic Proteins (Third изд.). USA: Oxford University Press. ISBN 019850229X.
- Eric J. Toone (2006). Advances in Enzymology and Related Areas of Molecular Biology, Protein Evolution (Volume 75 изд.). Wiley-Interscience. ISBN 0471205036.
- Branden C; Tooze J. Introduction to Protein Structure. New York, NY: Garland Publishing. ISBN 0-8153-2305-0.
- Irwin H. Segel. Enzyme Kinetics: Behavior and Analysis of Rapid Equilibrium and Steady-State Enzyme Systems (Book 44 изд.). Wiley Classics Library. ISBN 0471303097.

## Spoljašnje veze
- Hypoxia-inducible+factor-proline+dioxygenase на 